# زرگرلی
زرگرلی (به لاتین: Zərgərli) یک منطقه مسکونی در جمهوری آذربایجان است که در شهرستان قبله واقع شده است.